# Cerro de la Cantueña
El cerro de la Cantueña es un cerro testigo de 684 metros de altitud y una superficie de 1.293.132m2 situado al norte de Parla municipio del sur de Madrid (España). La composición del cerro está compuesta por una mezcla de diferentes materiales (arenas, arcillas, calizas y pequeñas intrusiones de sílex, su entorno cuenta con una gran variedad de especies catalogadas, entre ellas 271 especies botánicas y con más de 100 especies zoológicas entre aves, mamíferos y reptiles).

## Situación
Esta elevación representa el punto más alto del término municipal de Parla, a lo alto se encuentra el vértice geodésico, pues en 1994 fue declarado bien de interés cultural, por ser una zona de interés geomorfológico, además en una parte de la Cantueña apareció un pequeño yacimiento del periodo de la primera edad de hierro, lo que también le otorga una protección con categoría de zona arqueológica.
Por otro lado, en la Cantueña se distinguen cuatro elevaciones importantes, la parte más alta es la zona conocida como el «Cerro de la Cantueña» que esta dentro del término Parleño, al este se ubica una vaguada conocida como el barranco del lobo, donde se forma una pequeña elevación conocida como «La Coronilla», mientras que en la parte noreste se ubica la tercera zona elevada conocida como «Buenavista», y al norte se sitia la cuarta zona elevada denominada como la «Alcantueña» que esta desarrollada como parque natural donde se encuentra la división entre los términos municipales de Parla y Fuenlabrada. Mientras que a los pies de esta se encuentra una zona desarrollada como polígono industrial la Cantueña, perteneciente únicamente al término municipal de Fuenlabrada.

### Accesibilidad
En las proximidades del cerro y en la propia cima hay varios caminos para su tránsito para hacer senderismo, destacando el camino del Costerón.

### Actualidad
Desde hace años Parla ha pedido a la comunidad de Madrid la protección de este entorno como una reserva natural, en ella también se generan pequeñas charcas o lagunas estacionarias. En la actualidad el cerro se está repoblando con arbolado autóctono para transfórmalo en un gran parque natural, pues se plantea ampliar la extensión por el lateral este de Parla, para unificarlo hasta llegar al arroyo Humanejos y recuperar todo el entorno natural como las vías pecuarias en la dehesa boyal conocida esta zona como los prados, por donde también se está repoblando con nuevo arbolado, y así cerrar el anillo verde que rodea Parla. En 2020 se aprueba la introducción del cerro de la Cantueña dentro de Arco Verde un gran parque que conectara 25 municipios de  la comunidad de Madrid mediante un recorrido a los diferentes espacios naturales que lo formaran.

## Especies

### Fauna
- Aves

| - - Abejarucos - Abubilla (Upupa epops) - Aguilucho cenizo - Alcaudón común - Avutarda - Buitres - Búho - Búho chico - Busardo ratonero (Buteo buteo) - Calandrias - Cernícalos - Codorniz - Cogujada común - Curruca cabecinegra (Sylvia melanocephala) - Estornino negro (Sturnus unicolor) - Garzas - Gavilán común - Golondrina común - Gorrión común (Passer domesticus) - Gorrión molinero (Passer montanus) |  | - - Herrerillo común (Cyanistes caeruleus) - Jilgueros (Carduelis carduelis) - Lechuza - Palomo común - Palomo Torcaz - Milano - Mirlo común (Turdus merula) - Mochuelo - Mosquitero musical (Phylloscopus trochilus) - Papamoscas cerrojillo (Ficedula hypoleuca) - Papamoscas gris (Muscicapa striata) - Pardillo común - Pinzón vulgar - Pitó real - Perdiz roja - Tórtolas turcas (Streptopelia decaocto) - Urraca (Pica pica) - Verderón común (Chloris chloris) |

- Mamíferos
  - Conejo de campo
  - Erizos
  - Liebres
  - Topillos
  - Zorro

- Reptiles y Anfibios
  - Lagarto ocelado
  - Sapo partero ibérico

- Insectos
  - Escarabajo avispa
  - Mariposas nocturnas

### Flora
La flora autóctona original es de típica de los bosques del mediterráneo, aunque tiene muchas estarías con siembra de estepas de cereal y olivos, entre el arbolado más antiguo destaca un viejo almendro el cual se ha bautizado como el abuelo identificado con un cartel por su longevidad.
- Árboles
  - Almendro (Prunus dulcis)
  - Encina (Quercus ilex)
  - Falsa acacia (Robinia pseudoacacia)
  - Pino carrasco (Pinus halepensis)
  - Pino piñonero (Pinus pinea)

- Arbustos y plantas
  - Arbustos autóctonos